# Cocconotus chelicercus
Cocconotus chelicercus är en insektsart som beskrevs av Bonfils och Leroy 1968. Cocconotus chelicercus ingår i släktet Cocconotus och familjen vårtbitare. Inga underarter finns listade i Catalogue of Life.